# The Potteries
The Potteries vagy Stoke egy térség neve Angliában, Staffordshireben. Magába foglalja Stoke-on-Trentet és a környező városokat, Newcastle-under-Lyme-ot és Kidsgrove-ot.
A térség 362 403 lakosú agglomerációt képez (a 2001-es népszámlálás alapján), amelyből 259 252 ember él Stoke-on-Trentben, 74 427 Newcastle-under-Lyme-ban és 28 724 Kidsgrove-ban.  Stoke maga hat város – Hanley, Burslem, Longton, Stoke-upon-Trent, Tunstall és Fenton – föderációja. Sok település a térségben korábban önálló volt, mint Audley, Smallthorne és Wolstanton.  
A régió azért kapta ezt a nevet, mert korábban jelentős fazekasság (angolul pottery) és kerámiaipar volt itt, olyan híres nevekkel, mint Wedgwood és Royal Doulton. A legutóbbi években azonban ez az ipar lehanyatlott.  
Stoke-on-Trent saját önkormányzatú, Newcastle-under-Lyme és Kidsgrove viszont Newcastle-Under-Lyme önkormányzathoz tartoznak.